# Caherglassaun Turlough SAC
Caherglassaun Turlough SAC este o arie protejată (sit de importanță comunitară — SCI) din Irlanda întinsă pe o suprafață de 165,58 ha, integral pe uscat.

## Localizare
Centrul sitului Caherglassaun Turlough SAC este situat la coordonatele 53°06′10″N 8°53′09″W / 53.102821°N 8.885907°V.

## Înființare
Situl Caherglassaun Turlough SAC a fost declarat sit de importanță comunitară în ianuarie 2002 pentru a proteja 2 specii de animale.

## Biodiversitate
Situată în ecoregiunea atlantică, aria protejată conține 2 habitate naturale: Turlough, Râuri cu maluri nămoloase cu vegetație de Chenopodion rubri p.p. și Bidention p.p..
La baza desemnării sitului se află mai multe specii protejate:
- păsări (1): nagâț (Vanellus vanellus)
- mamifere (1): liliacul mic cu potcoavă (Rhinolophus hipposideros)

Pe lângă speciile protejate, pe teritoriul sitului au mai fost identificate 3 specii de plante.